# (15810) Араун
(15810) Араун (лат. Arawn) — транснептуновый объект, плутино. Его перигелий (наименьшее расстояние до Солнца) равен 34,756 а. е., а афелий (наибольшее расстояние до Солнца) — 44,507 а. е., таким образом у него относительно эксцентрическая орбита. Открыт 12 мая 1994 года. После открытия объект получил обозначение 1994 JR1.
2 ноября 2015 года, когда 1994 JR1 находился на расстоянии 5,3 млрд км от Солнца, он был сфотографирован с расстояния в 274 млн км камерой LORRI зонда Новые горизонты. Снимки, сделанные камерой LORRI 7—8 апреля 2016 года с расстояния 111 млн км (0,75 а. е.), позволили определить период вращения объекта, который составляет 5,4 часа и уточнить его диаметр — приблизительно 145 км.

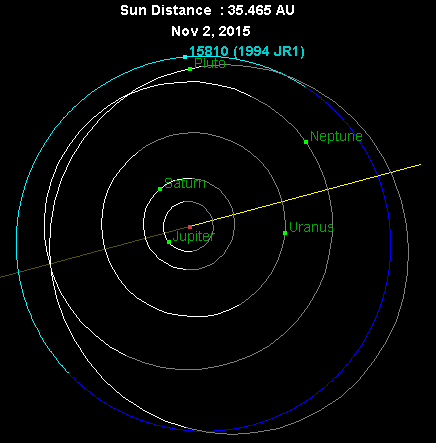
Орбита Арауна (отмечена синим и голубым)

На данный момент Араун является одним из ближайших соседей карликовой планеты Плутон. В 2017 году его расстояние от Плутона составляло 2,6 а. е.

## Название
Назван в честь Арауна — короля потустороннего мира Аннуна в валлийской мифологии. Название утверждено в январе 2017 года.